# Evans (Georgia)
Evans település az Amerikai Egyesült Államok Georgia államában, Columbia megyében. Lakosainak száma 34 536 fő (2020. április 1.).

## Népesség
A település népességének változása:

| 2010 | 29 011 |
| 2020 | 34 536 |

## Oktatás
Evansban tizenhét általános iskola, nyolc szakközépiskola és öt gimnázium található.